# Démétrios Ier (roi de Bactriane)
Pour les articles homonymes, voir Démétrios.
Ne doit pas être confondu avec Démétrios Ier Poliorcète ou Démétrios Ier (roi séleucide).
Sauf précision contraire, les dates de cet article sont sous-entendues « avant l'ère commune », c'est-à-dire « avant Jésus-Christ ».
Démétrios Ier Anikêtos (l’Invincible), né vers 222 et mort vers 180 av. J.-C., est un roi du royaume gréco-bactrien ayant régné de 200 à 180 environ. Il est le fils d'Euthydème Ier. Souverain conquérant, il agrandit son domaine à la fois à l'encontre les Séleucides à l'ouest et des princes indiens à l'est.

## Biographie
Démétrios est associé au trône par son père après l'Anabase d'Antiochos III et le siège de Bactres par le roi séleucide entre 208 et 206 av. J.-C. En vertu du traité de paix, Démétrios est censé épouser une fille d'Antiochos même si les sources ne stipulent pas si ce mariage a bien eu lieu. Il commence des campagnes militaires en Inde durant cette période, avant même son avènement comme roi unique vers 200. Il occupe d'abord les principautés de l'Empire Maurya, qui est en cours de dislocation, déjà soumises par Antiochos III pendant son Anabase : Paropamisades, Arachosie avec la cité grecque d'Alexandrie d'Arachosie (moderne Kandahar) et Drangiane. Puis il conquiert la Patalène jusqu'aux bouches de l'Indus. Il n'a jusque-là que repris des territoires conquis par Alexandre le Grand et cédés par Séleucos à Chandragupta, fondateur de l'Empire Maurya. Il conquiert ensuite les royaumes de Saraostos et Sigerdis, à l'est de l'Indus, allant plus loin qu'Alexandre. Le nom de Saraostos se retrouve dans le nom moderne de la péninsule du Saurashtra ; celui de Sigerdis pourrait correspondre au nom du port de Zigerus mentionné par Pline. 
La fin du règne est marquée par une guerre de prétendants. Le roi meurt vers 180. Euthydème II (Bactriane), Pantaléon (Arachosie et Gandhâra) et Agathocle (Paropamisades) lui succèdent. Eucratide Ier prend le pouvoir en Bactriane à partir de 171.

## Postérité
Il aurait fondé la ville de Demetriapolis pendant son invasion des zones au sud de l'Hindu Kush.